# Frederick Irving Anderson
Pour les articles homonymes, voir Frederick Anderson et Anderson.
Frederick Irving Anderson, né le 14 novembre 1877 à Aurora, dans l’Illinois, aux États-Unis, et mort le 24 décembre 1947 à Pittsfield, dans le Massachusetts, est un écrivain et reporter américain, auteur de nombreuses nouvelles de littérature policière.

## Biographie
Il fait des études à l'université de Pennsylvanie, puis devient reporter de 1898 à 1908 pour le New York World, avant d’écrire deux ouvrages sur l'économie agricole.
En 1910, il commence à publier de nombreuses nouvelles, en particulier dans The Saturday Evening Post. Elles sont pour la plupart réunies dans trois recueils : Adventure of the Infallible Godahl, The Notorious Sophie Lang et The Book of Murder. S'y retrouvent plusieurs personnages récurrents : le commissaire Parr de la police de New York ; Morel, son assistant ; le criminologue Oliver Armiston ; l’astucieux criminel Godahl ; le détective rural Orlo Sage ; la voleuse de bijoux Sophie Lang.
Concernant ce dernier personnage, les aventures de Sophie Lang sont adaptées de 1934 à 1937 dans trois films américains : Le Retour de Sophie Lang (The Notorious Sophie Lang), réalisé par Ralph Murphy, The Return of Sophie Lang, réalisé par George Archainbaud et Sophie Lang Goes West, réalisé par Charles Reisner. Le rôle de Sophie Lang est à chaque fois interprété par Gertrude Michael.

## Œuvre

### Nouvelles
- The Unknown Man (1911) Publié en français sous le titre Mort non identifiée, Paris, Opta, Mystère magazine no 10, octobre 1948
- Blind Man's Buff (1914) Publié en français sous le titre Colin-maillard, dans le recueil Les Magiciens du crime, Paris, Minerve, 1990
- The Signed Masterpiece (1921) Publié en français sous le titre De main de maître, Paris, Opta, Mystère magazine no 11, décembre 1948
- The Jorgensen Plates (1922)
- The Halfway House (1922) Publié en français sous le titre La Chambre de la mort, Paris, Opta, L'Anthologie du mystère no 3, 1963
- The Magician (1925)
- A Start in Life (1926)
- The House of Many Mansions (1926?)
- The Japanese Parasol (1926)
- Beyond All Conjecture (1928)
- The Recoil (1929)
- Gulf Stream Green (1929)
- The Door Key (1929)
- Madame the Cat (1930)
- Murder in Triplicate (1946) Publié en français sous le titre Meurtre en trois exemplaires, Paris, Opta, Mystère magazine no 12, janvier 1949
- The Man from the Death House (1947)

### Recueil de nouvelles
- Adventure of the Infallible Godahl (1914)
- The Notorious Sophie Lang (1925)
- The Book of Murder (1930)

### Autres ouvrages
- The Farmer of Tomorrow
- Electricity for the Farm

## Filmographie

### Adaptations
- 1918 : The Golden Fleece, film américain réalisé par Gilbert P. Hamilton
- 1934 : Une femme diabolique (The Notorious Sophie Lang),  film américain réalisé par Ralph Murphy
- 1936 : Le Retour de Sophie Lang (The Return of Sophie Lang), film américain réalisé par George Archainbaud
- 1937 : Sophie Lang s'évade (Sophie Lang Goes West), film américain réalisé par Charles Reisner

## Sources
: document utilisé comme source pour la rédaction de cet article.
- Claude Mesplède (dir.), Dictionnaire des littératures policières, vol. 1 : A - I, Nantes, Joseph K, coll. « Temps noir », 2007, 1054 p. (ISBN 978-2-910-68644-4, OCLC 315873251), p. 81